# Lithostege rotundata
Lithostege rotundata là một loài bướm đêm trong họ Geometridae.